# Џаранвала
Џаранвала (урд. جڑانوالہ) је град у Пакистану у покрајини Панџаб. Према процени из 2006. у граду је живело 122.044 становника.

## Становништво
Према процени, у граду је 2006. живело 122.044 становника.
| 1981.  | 1998.   | 2006.   |
| ------ | ------- | ------- |
| 69.459 | 103.308 | 122.044 |